# 我的男神
《我的男神》（英語：Mr.Right），2016年中国大陆都市偶像情感剧，导演高先明，编剧席琳，由池昌旭、王曉晨、張丹峰、章齡之等人领衔主演。
本剧于2015年11月15日在上海开机，2016年2月17日上海拍攝部份杀青。

## 播出平台
| 頻道 | 播映日期 | 播出時間 |

## 剧情
王伟岸——英俊潇洒，风流倜傥，但性格桀骜不驯，像一匹野马，不受约束。然而这匹野马偏偏遇上了一位烈女——杨海衣。杨海衣对王伟岸的孪生大哥——王睿，一见钟情，奉为男神，不惜一切主动追求。没想到，阴差阳错，王伟岸被杨海衣错认为是王睿，各种啼笑皆非，接踵而来。与此同时，王睿未婚妻——贺莲娜，也被卷了进来。美丽而又高贵的贺莲娜与屌丝级别的杨海衣，从一开始的彼此都嫌弃王伟岸，到最后一起奉王伟岸为男神，施展各自的看家本领，为了爱情，上演令人啼笑皆非的明争暗斗。章文赫——贺莲娜的前男友，王睿的死对头，插进他们的纠葛。章文赫爱上了杨海衣，为了得到杨海衣，不惜与王伟岸，王睿为敌。最后，历尽波折、磨难，杨海衣与王伟岸，喜结连理。。

## 主要演员
| 演员   | 角色        |
| ------ | ----------- |
| 池昌旭 | 王偉岸/王睿 |
| 王曉晨 | 楊海衣      |
| 張丹峰 | 章文赫      |
| 章齡之 | 賀蓮娜      |
| 鍾鎮濤 | 王志國      |
| 潘儀君 | 艷          |
| 金惠仙 | 林慧        |
| 尹熙水 | 孔曉年      |
| 臧洪娜 | 元芳        |

## 電視原声帶
| 曲序 | 曲目             | 演唱者 |
| ---- | ---------------- | ------ |
| 1.   | 无题（片头曲）   |        |
| 2.   | 无题（片尾曲）   |        |
| 3.   | 讓愛感染（插曲） | 張丹峰 |
| 4.   | 別說再見（插曲） | 王曉晨 |
| 5.   | 无题（插曲）     |        |
| 6.   | 无题（插曲）     |        |

## 外部連結
- 我的男神官方微博 （页面存档备份，存于）